# Neige industrielle
La neige industrielle ou neige de pollution est une forme de neige qui tombe à proximité de sources de pollution, par exemple les zones industrielles ou les grands axes routiers.
Lorsque les conditions météorologiques sont favorables (air froid et humide), les polluants présents dans l’air servent de noyaux de condensation à l’humidité de l’air, et forment des flocons qui tombent au sol.

## Formation du phénomène
La neige dite industrielle ou de pollution se produit sous forme de chutes de neige localisées et non prévues par la météo dans des sites urbains ou à proximité de sites industriels.
Cette neige anthropique, liée à une activité humaine, se produit dans des conditions particulières : inversion thermique, températures négatives, forte humidité, particules fines.
Par temps calme et froid, sous l’effet de la subsidence d’un puissant anticyclone, une inversion thermique se produit et l'air froid et humide est piégé au sol par les hautes pressions, l’air étant alors plus doux en altitude qu’en plaine. Du brouillard et des stratus persistants, nuages bas entre 100 et 200 m d’altitude, se forment alors sans que ces conditions d’inversion thermique soient suffisantes pour produire de la neige industrielle.
La présence de polluants sous forme d’aérosols dans une atmosphère très humide avec des températures négatives, peut provoquer la cristallisation de l’eau gelée autour de ces noyaux de particules fines, formant de petits flocons qui tombent ensuite sous leur propre poids exactement comme la neige naturelle.
Cependant, la formation de cette neige est très localisée et les précipitations sont faibles.
La cristallisation à basse altitude est trop rapide, et au lieu de la forme hexagonale des flocons de neige naturelle, les cristaux de neige industrielle ont plutôt une forme de fins pics de un à deux millimètres de long. Grâce à son grain très fin, la neige industrielle peut ainsi se déposer et adhérer sur des surfaces sur lesquelles les flocons de neige plus grands ne tiennent pas habituellement, donnant ainsi aux paysages urbains enneigés un aspect particulier.

## La neige industrielle en France
Le phénomène de neige industrielle n'est pas particulièrement rare en France mais est difficile à recenser en raison de son aspect très localisé et bref. Toutefois, des épisodes marqués ont été observés ces dernières années.
En décembre 2016, les conditions d’un temps anticyclonique engendrant la formation de nombreuses plaques de stratus et de températures négatives ont été réunies, favorisant la formation de chutes de neige industrielle localisées. Le 5 décembre, des chutes de neige industrielle se produisent dans la région de Strasbourg. Quelques semaines plus tard, de nombreuses régions, de la Bretagne aux Pays de la Loire en passant par l'Île-de-France et la Moselle connaissent des conditions météorologiques similaires engendrant des chutes de  plusieurs centimètres de neige dans certains secteurs.
En janvier 2017, de la neige industrielle tombe sur plusieurs villes de France notamment Bordeaux.
Le 9 février 2021, un froid vif et une humidité abondante accentuée par les rejets de vapeur d'eau de la centrale nucléaire de Cattenom en Moselle, provoquent des chutes de neige artificielle de 15 à 30cm d’épaisseur en une seule nuit sur une zone d'environ 10km autour de la centrale.
Mi-janvier 2022, de nombreux phénomènes de neige industrielle sont observés à Lyon, dans le Val de Saône, la Vendée, à Cholet, le Sud-Ouest ainsi qu’à Strasbourg. Fin-janvier 2022, le phénomène se produit à nouveau dans de nombreuses localités : à Lieusaint et Moissy-Cramayels en Seine-et-Marne, à Beauvais, Sablé-sur-Sarthe, Châteauroux, Lisieux, Dijon, dans le Loiret, le Nord-Isère, la région nantaise, et à Saint-Priest dans l'agglomération lyonnaise.